# الدوري الفرنسي 1932–33
الدوري الفرنسي الدرجة الأولى 1932–33 (بالفرنسية: Championnat de France de football 1932-1933)‏ هو الموسم الأول من الدوري الفرنسي. أقيم خلال الفترة 11 سبتمبر 1932 وحتى 14 مايو 1933، والذي يشرف على تنظيمه اتحاد فرنسا لكرة القدم، وكان عدد الأندية المشاركة فيه  20، وفاز فيه أولمبيك ليل.